# Peliococcus orientalis
Peliococcus orientalis  (лат.) — вид полужесткокрылых насекомых-кокцид рода Peliococcus из семейства мучнистые червецы (Pseudococcidae).

## Распространение
Средняя Азия: Туркменистан (Bamchskogo Ridge).

## Описание
Питаются соками сложноцветных растений, например, таких как Cousinia (Asteraceae). 
Вид был впервые описан в 1971 году советским энтомологом Б. Б. Базаровым. Peliococcus orientalis включён в состав рода Peliococcus вместе с видами P. chersonensis (Kiritshenko, 1936), P. albertaccius, P. balteatus, P. bantu, P. calluneti, P. cycliger, P. courzius, P. daganiae, P. deserticola, P. flaveolus, P. vivarensis, P. zillae и другими таксонами.